# Sébastien Bourdais
Sébastien Olivier Bourdais (Le Mans, 28 febbraio 1979) è un pilota automobilistico francese.
È stato campione internazionale di Formula 3000 nel 2002 e vincitore del campionato Champ Car nel 2004, 2005, 2006 e 2007.

## Carriera

### Le formule minori
Nato in una famiglia appassionata di motori, fin da piccolo Bourdais cominciò a correre sui kart e nei primi anni novanta ottenne vari successi, i più importanti dei quali furono la Maine Bretagne League nel 1991 e il campionato cadetto francese nel 1993; questi risultati lo proiettarono quindi nelle formule minori. Nel 1995 il francese prese quindi parte al campionato nazionale di Formula Campus giungendo nono in classifica piloti; dopo questo risultato prese parte per i due anni successivi alle competizioni di Formula Renault arrivando secondo nel 1997 con quattro vittorie e cinque pole position. Finita l'esperienza nella categoria passò quindi al campionato di F3 francese, concludendo il primo anno con il sesto posto, ma vincendo il titolo l'anno successivo con otto vittorie su venti gare; lo stesso anno prese parte alla 24 Ore di Le Mans, senza però concludere la corsa.
Dopo il successo ottenuto in Formula 3 Bourdais spese gli anni successivi, dal 2000 al 2002, in Formula 3000, prendendo costantemente parte alla 24 Ore di Le Mans; i primi due anni in categoria si conclusero con un nono e un quarto posto (risultato ottenuto pure a Le Mans), mentre nel 2002 il francese riuscì a vincere il titolo, anche grazie alla squalifica di Tomáš Enge, risultato positivo a un test anti-droga; con questo risultato Bourdais lasciò le formule minori dedicandosi alle corse americane. Durante il 2002, il francese sostenne anche un test con la Arrows, ma il fallimento di questa gli impedì di partecipare al campionato di Formula 1; nel dicembre dello stesso anno compì un altro test in Renault, ma a causa di alcune voci riguardanti il fatto che sarebbe stato favorito Franck Montagny non firmò il contratto.

### Champ Car

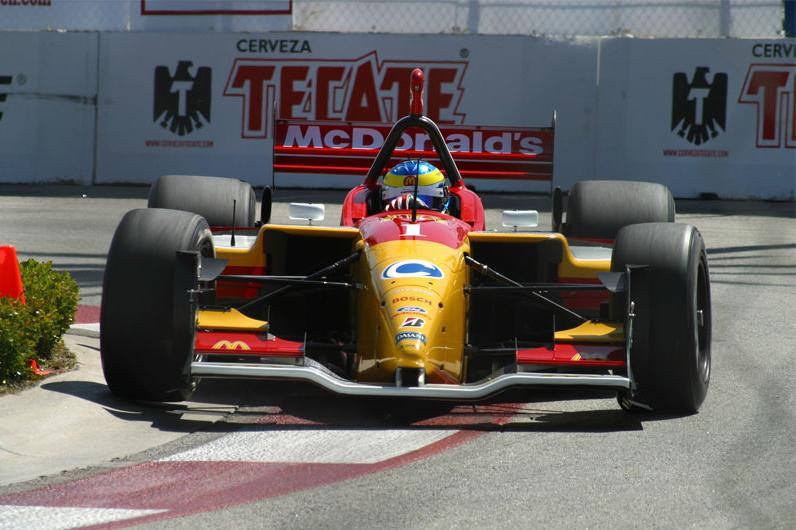
Bourdais a Long Beach nel 2005, anno in cui vinse il suo secondo titolo

Con il titolo di Formula 3000 in tasca il pilota francese passò alle Champ Car disputando il campionato CART nella scuderia Newman-Haas Racing. Il 2003, suo primo anno, lo vide trionfare per 3 volte concludendo poi il campionato al quarto posto e raggiungendo anche un record: riuscì infatti, insieme a Nigel Mansell, a realizzare una pole position al debutto. Nella stagione 2004, Bourdais riuscì a vincere il titolo, grazie a sette vittorie, di cui tre consecutive, su quattordici gare; maggior rivale del francese fu il brasiliano Bruno Junqueira che vinse due gare, ma fu più costante e non si ritirò mai durante la stagione. Il 2005 vide un'altra affermazione del pilota che dominò il campionato a partire da metà stagione e chiudendo con sessanta punti di vantaggio sul secondo in classifica: lo spagnolo Oriol Servià; Junqueira, infatti, dopo aver raggiunto la vetta della classifica al secondo appuntamento perse tutta la stagione a causa di un infortunio.
Il francese fu ancora dominatore nel 2006 e nel 2007 e si impose facilmente sugli avversari, vincendo altri due titoli nella categoria; suo rivale principale, anche se mai in lotta per il titolo, in questi anni fu l'ex pilota di Formula 1 Justin Wilson, che concluse secondo in entrambe le stagioni. Nel 2007 Bourdais ha partecipato anche alla 24 Ore di Le Mans giungendo secondo e il 10 agosto è stata annunciata la firma di un contratto con la Toro Rosso in cui il pilota ha sostituito per la stagione 2008 Vitantonio Liuzzi.

### Formula 1

#### 2008-2009: Toro Rosso

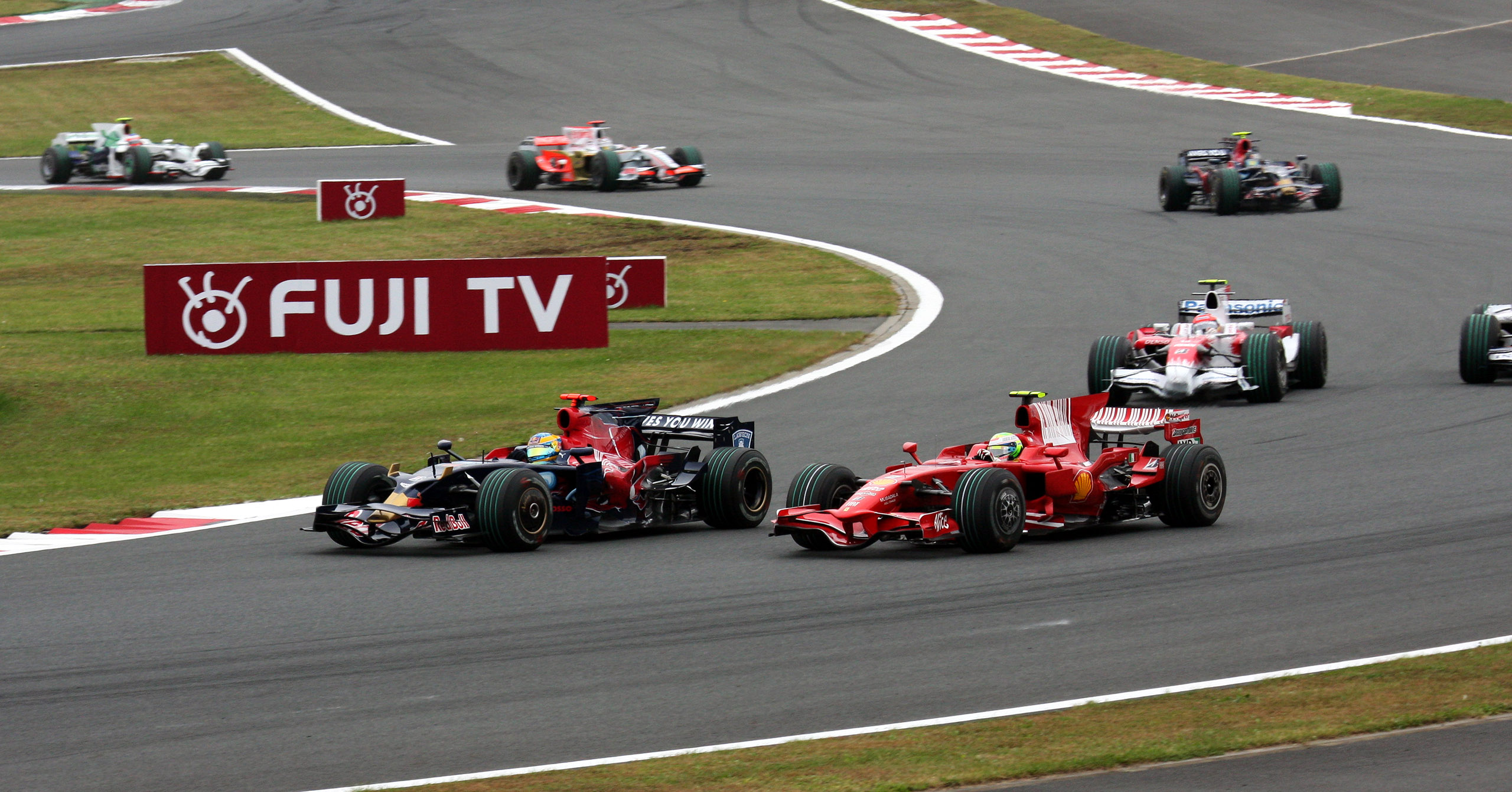
Sebastien Bourdais su Toro Rosso subisce un attacco di Massa su Ferrari durante il Gran Premio del Giappone 2008.

La prima stagione nella massima serie non fu molto brillante per il pilota francese. Nonostante due punti conquistati all'esordio nel Gran Premio d'Australia, anche grazie alla squalifica di Rubens Barrichello, la parte centrale dell'anno fu caratterizzata da piazzamenti fuori dalla zona punti. Solo a partire dal Gran Premio del Belgio i risultati cominciarono a migliorare e sfiorò nell'occasione addirittura il podio prima di commettere un errore e terminare in settima piazza.
Al successivo appuntamento, il Gran Premio d'Italia riuscì a qualificarsi al quarto posto, ma a causa di problemi al cambio fu costretto a partire dai box e concluse diciottesimo. Al Gran Premio del Giappone concluse sesto, ma gli venne comminata una penalità di 25 secondi per aver ostacolato Felipe Massa e fu retrocesso in decima piazza. Bourdais concluse la sua prima stagione con 4 punti conquistati e un diciassettesimo posto in classifica piloti.
Per la stagione 2009 Bourdais è stato confermato alla Toro Rosso, a cui viene affiancato l'esordiente Sébastien Buemi. Alla prima gara in Australia, sul circuito dell'Albert Park, va subito a punti arrivando 8º, ma nelle successive 8 gare conquista solo un altro punto a Monaco. Questi risultati poco brillanti portano la Toro Rosso a licenziarlo dopo il Gran Premio di Germania. Viene sostituito dal giovane Jaime Alguersuari, che pochi giorni prima era diventato il terzo pilota della Red Bull.

### Dopo la Formula 1
Terminata l'esperienza in Formula 1, nel 2009 Bourdais è stato ingaggiato per correre tre gare del campionato della categoria Superleague Formula con la vettura coi colori del Siviglia.
Dal 2011 approda nel campionato IndyCar con la scuderia Dale Coyne Racing, mentre dal 2012 al 2013 corre con la scuderia Dragon Racing. Dal 2014 al 2016 gareggia con il team KV Racing Technology, mentre nel 2017 ritorna con il Dale Coyne Racing.

### Endurance
Nel 2022 Bourdais partecipa alla 24 Ore di Daytona nella classe DPi con il team Cadillac Chip Ganassi Racing, si dividerà la Cadillac DPi-V.R con Álex Palou, Renger van der Zande e Scott Dixon. Lo stesso anno viene ingaggiato dal team Vector Sport, insieme a Nico Müller partecipano alla classe LMP2 del WEC. Nella serie americana ottiene tre vittorie ed chiude terzo in classifica dietro le due Acura ARX-05.
Per la stagione 2023 Bourdais insieme a Renger van der Zande porteranno in pista la nuova Cadillac V-LMDh, il duo correrà nel Campionato IMSA WeatherTech SportsCar per Chip Ganassi Racing.
Il pilota francese viene confermato anche per la stagione 2025 tra i piloti della Cadillac, guidando per il team Jota. Nel 2025 correrà la 24 Ore di Daytona con la LMP2 di Tower Motorsport. 

## Risultati sportivi

### Formula 1
| 2008 | Scuderia   | Vettura    |   |     |    |     |     |     |    |    |    |    |    |    |   |    |    |    |    |    |  | Punti | Pos. |
| ---- | ---------- | ---------- | - | --- | -- | --- | --- | --- | -- | -- | -- | -- | -- | -- | - | -- | -- | -- | -- | -- |  | ----- | ---- |
| 2008 | Toro Rosso | STR2B STR3 | 7 | Rit | 15 | Rit | Rit | Rit | 13 | 17 | 11 | 12 | 18 | 10 | 7 | 18 | 12 | 10 | 13 | 14 |  | 4     | 17º  |

| 2009 | Scuderia   | Vettura |   |    |    |    |     |   |    |     |     |  |  |  |  |  |  |  |  |  |  | Punti | Pos. |
| ---- | ---------- | ------- | - | -- | -- | -- | --- | - | -- | --- | --- |  |  |  |  |  |  |  |  |  |  | ----- | ---- |
| 2009 | Toro Rosso | STR4    | 8 | 10 | 11 | 13 | Rit | 8 | 18 | Rit | Rit |  |  |  |  |  |  |  |  |  |  | 2     | 19º  |

| Legenda | 1º posto     | 2º posto | 3º posto    | A punti         | Senza punti/Non class.  | Grassetto – Pole position Corsivo – Giro più veloce |
| Legenda | Squalificato | Ritirato | Non partito | Non qualificato | Solo prove/Terzo pilota | Grassetto – Pole position Corsivo – Giro più veloce |

### International Formula 3000
(Legenda - le gare in grassetto indicano la pole position; quelle in corsivo il giro più veloce)
| Anno | Squadra           | 1       | 2       | 3      | 4       | 5       | 6     | 7     | 8      | 9       | 10      | 11    | 12      | Punti | Pos. |
| ---- | ----------------- | ------- | ------- | ------ | ------- | ------- | ----- | ----- | ------ | ------- | ------- | ----- | ------- | ----- | ---- |
| 2000 | Gauloises Formula | IMO Rit | SIL 10  | CAT 8  | NÜR 4   | MON Rit | MAG 2 | RBR 9 | HOC NP | HUN 14  | SPA Rit |       |         | 9     | 9º   |
| 2001 | DAMS              | INT 3   | IMO Rit | CAT 11 | RBR Rit | MON 4   | NÜR 8 | MAG 6 | SIL 1  | HOC 4   | HUN 3   | SPA 6 | MNZ 9   | 26    | 4º   |
| 2002 | Super Nova Racing | INT 14  | IMO 1   | CAT 3  | RBR Rit | MON 1   | NÜR 1 | SIL 2 | MAG 2  | HOC Rit | HUN 3   | SPA 2 | MNZ Rit | 56    | 1º   |

### Superleague Formula
(legenda) (Le gare in grassetto indicano la pole position) (Le gare in corsivo indicano Gpv)
| Anno | Squadra di calcio | Team                                 | 1   | 2   | 3   | 4   | 5   | 6   | 7   | 8   | 9   | 10  | 11  | 12  | 13  | 14  | 15  | 16  | 17  | 18  | 19  | 20  | 21  | 22  | 23  | 24  | 25  | 26  | 27  | 28  | 29  | 30  | 31   | 32   | 33   | 34  | 35  | 36  | Punti | Pos. |
| ---- | ----------------- | ------------------------------------ | --- | --- | --- | --- | --- | --- | --- | --- | --- | --- | --- | --- | --- | --- | --- | --- | --- | --- | --- | --- | --- | --- | --- | --- | --- | --- | --- | --- | --- | --- | ---- | ---- | ---- | --- | --- | --- | ----- | ---- |
| 2009 | Olympiacos CFP    | GU-Racing International              | MAG | MAG | ZOL | ZOL | DON | DON | EST | EST | MNZ | MNZ | JAR | JAR |     |     |     |     |     |     |     |     |     |     |     |     |     |     |     |     |     |     |      |      |      |     |     |     | 253   | 9º   |
| 2009 | Olympiacos CFP    | GU-Racing International              |     |     |     |     |     | NA  |     |     |     | 11  | 2   | 1   | 1   | 3   | NA  | 2   | 6   | 2   |     |     |     |     |     |     |     |     |     |     |     |     |      |      |      |     |     |     | 253   | 9º   |
| 2010 | Olympique Lione   | LRS Formula Laurent Rédon Motorsport | SIL | SIL | SIL | ASS | ASS | ASS | MAG | MAG | MAG | JAR | JAR | JAR | NÜR | NÜR | NÜR | ZOL | ZOL | ZOL | BRH | BRH | BRH | ADR | ADR | ADR | ALG | ALG | ALG | ORD | ORD | ORD | BEI† | BEI† | BEI† | NAV | NAV | NAV | 235   | 18º  |
| 2010 | Olympique Lione   | LRS Formula Laurent Rédon Motorsport | 15  | 1   | 4   | 17  | NP  | X   | 9   | 15  | X   | 7   | 18  | X   | 14  | 17  | X   |     |     |     |     |     |     |     |     |     |     |     |     |     |     |     |      |      |      |     |     |     | 235   | 18º  |

† Evento fuori campionato.

### Corse a ruote scoperte americane

#### IndyCar
| Anno | Squadra                              | Telaio        | Motore    | 1      | 2      | 3      | 4      | 5       | 6        | 7      | 8      | 9      | 10     | 11     | 12     | 13     | 14     | 15     | 16     | 17     | 18     | 19     | Punti | Posizione |
| ---- | ------------------------------------ | ------------- | --------- | ------ | ------ | ------ | ------ | ------- | -------- | ------ | ------ | ------ | ------ | ------ | ------ | ------ | ------ | ------ | ------ | ------ | ------ | ------ | ----- | --------- |
| 2005 | Newman/Haas Racing                   | Panoz GF09C   | Honda     | HMS    | PHX    | STP    | MOT    | INDY 12 | TXS      | RIR    | KAN    | NSH    | MIL    | MCH    | KTY    | PPIR   | SNM    | CHI    | WGL    | FON    |        |        | 18    | 28º       |
| 2011 | Dale Coyne Racing                    | Dallara IR-05 | Honda     | STP NP | ALA 11 | LBH 27 | SÃO 26 | INDY    | TXS      | TXS    | MIL    | IOW    | TOR 6  | EDM 6  | MDO 9  | NHM    | SNM 6  | BAL 28 | MOT 6  | KTY    | LVS    |        | 188   | 23º       |
| 2012 | Lotus-Dragon Racing                  | Dallara DW12  | Lotus     | STP 21 | ALA 9  | LBH 17 | SÃO 18 |         |          |        |        |        |        |        |        |        |        |        |        |        |        |        | 173   | 25º       |
| 2012 | Dragon Racing                        | Dallara DW12  | Chevrolet |        |        |        |        | INDY 20 | DET 24   | TXS    | MIL    | IOW    | TOR 14 | EDM 15 | MDO 4  | SNM 22 | BAL 23 | FON    |        |        |        |        | 173   | 25º       |
| 2013 | Dragon Racing                        | Dallara DW12  | Chevrolet | STP 11 | ALA 16 | LBH 15 | SÃO 14 | INDY 29 | DET 24   | DET 11 | TXS 20 | MIL 22 | IOW 14 | POC 16 | TOR 2  | TOR 3  | MDO 12 | SNM 10 | BAL 3  | HOU 8  | HOU 5  | FON 12 | 370   | 12º       |
| 2014 | KV Racing Technology                 | Dallara DW12  | Chevrolet | STP 13 | LBH 14 | ALA 15 | IMS 4  | INDY 7  | DET 13   | DET 20 | TXS 20 | HOU 4  | HOU 5  | POC 16 | IOW 19 | TOR 1  | TOR 9  | MDO 2  | MIL 12 | SNM 11 | FON 18 |        | 461   | 10º       |
| 2015 | KV Racing Technology                 | Dallara DW12  | Chevrolet | STP 6  | NLA 21 | LBH 6  | ALA 8  | IMS 4   | INDY 11  | DET 14 | DET 1  | TXS 14 | TOR 5  | FON 14 | MIL 1  | IOW 9  | MDO 17 | POC 23 | SNM 20 |        |        |        | 406   | 10º       |
| 2016 | KVSH Racing                          | Dallara DW12  | Chevrolet | STP 21 | PHX 8  | LBH 9  | ALA 16 | IMS 24  | INDY 9   | DET 1  | DET 8  | ROA 18 | IOW 8  | TOR 7  | MDO 20 | POC 5  | TXS 10 | WGL 5  | SNM 10 |        |        |        | 404   | 14º       |
| 2017 | Dale Coyne Racing                    | Dallara DW12  | Honda     | STP 1  | LBH 2  | ALA 8  | PHX 19 | IMS 22  | INDY Wth | DET    | DET    | TXS    | ROA    | IOW    | TOR    | MDO    | POC    | GTW 10 | WGL 17 | SNM 9  |        |        | 214   | 21º       |
| 2018 | Dale Coyne Racing w/ Vasser-Sullivan | Dallara DW12  | Honda     | STP 1  | PHX 13 | LBH 13 | ALA 5  | IMS 4   | INDY 28  | DET 13 | DET 21 | TXS 8  | ROA 13 | IOW 11 | TOR 19 | MDO 6  | POC 4  | GTW 21 | POR 3  | SNM 6  |        |        | 425   | 7º        |
| 2019 | Dale Coyne Racing w/ Vasser-Sullivan | Dallara DW12  | Honda     | STP 24 | COA 5  | ALA 3  | LBH 11 | IMS 11  | INDY 30  | DET 11 | DET 9  | TXS 8  | RDA 12 | TOR 8  | IOW 9  | MDO 11 | POC 7  | GTW 19 | POR 9  | LAG 7  |        |        | 387   | 11º       |
| 2020 | A. J. Foyt Enterprises               | Dallara DW12  | Chevrolet | TXS    | IMS    | ROA    | ROA    | IOW     | IOW      | INDY   | GTW    | GTW    | MDO    | MDO    | IMS 21 | IMS 18 | STP 4  |        |        |        |        |        | 53    | 28º       |
| 2021 | A. J. Foyt Enterprises               | Dallara DW12  | Chevrolet | ALA 5  | STP 10 | TXS 24 | TXS 19 | IMS 19  | INDY 26  | DET 11 | DET 16 | ROA 16 | MDO 11 | NSH 27 | IMS 15 | GTW 5  | POR 18 | LAG 14 | LBH 8  |        |        |        | 258   | 16º       |

#### CART/Champ Car
| Anno | Squadra                    | Telaio      | Motore            | 1      | 2      | 3      | 4     | 5      | 6      | 7      | 8      | 9     | 10     | 11    | 12    | 13     | 14     | 15    | 16     | 17    | 18     | Punti | Posizione |
| ---- | -------------------------- | ----------- | ----------------- | ------ | ------ | ------ | ----- | ------ | ------ | ------ | ------ | ----- | ------ | ----- | ----- | ------ | ------ | ----- | ------ | ----- | ------ | ----- | --------- |
| 2003 | Newman/Haas Racing         | Lola B02/00 | Ford XFE V8 t     | STP 11 | MTY 17 | LBH 16 | BRH 1 | LAU 1  | MIL 9  | LAG 17 | POR 14 | CLE 1 | TOR 4  | VAN 3 | ELK 2 | MDO 5  | MTL 19 | DEN 2 | MIA 17 | MXC 2 | SRF 17 | 159   | 4º        |
| 2004 | Newman/Haas Racing         | Lola B02/00 | Ford XFE V8 t     | LBH 3  | MTY 1  | MIL 18 | POR 1 | CLE 1  | TOR 1  | VAN 5  | ELK 3  | DEN 1 | MTL 15 | LAG 8 | LVS 1 | SRF 2  | MXC 1  |       |        |       |        | 369   | 1º        |
| 2005 | Newman/Haas Racing         | Lola B02/00 | Ford XFE V8 t     | LBH 1  | MTY 5  | MIL 6  | POR 2 | CLE 5  | TOR 5  | EDM 1  | SJO 1  | DEN 1 | MTL 4  | LVS 1 | SRF 1 | MXC 17 |        |       |        |       |        | 348   | 1º        |
| 2006 | Newman/Haas Racing         | Lola B02/00 | Ford XFE V8 t     | LBH 1  | HOU 1  | MTY 1  | MIL 1 | POR 3  | CLE 18 | TOR 3  | EDM 2  | SJO 1 | DEN 7  | MTL 1 | ELK 3 | SRF 8  | MXC 1  |       |        |       |        | 387   | 1º        |
| 2007 | Newman/Haas/Lanigan Racing | Panoz DP01  | Cosworth XFE V8 t | LVS 13 | LBH 1  | HOU 1  | POR 1 | CLE 12 | MTT 2  | TOR 9  | EDM 1  | SJO 5 | ELK 1  | ZOL 1 | ASN 7 | SRF 1  | MXC 1  |       |        |       |        | 364   | 1º        |

#### 500 Miglia di Indianapolis
| Anno   | N° auto | Partito | Media qualifica | Finito | Giri | Giri in testa | Causa ritiro |
| ------ | ------- | ------- | --------------- | ------ | ---- | ------------- | ------------ |
| 2005   | 37      | 15º     | 224.955         | 12º    | 198  | 0             | Incidente    |
| 2012   | 7       | 25º     | 222.415         | 20º    | 199  | 25            | /            |
| 2013   | 7       | 15º     | 226.196         | 29º    | 178  | 0             | Incidente    |
| 2014   | 11      | 17º     | 229.847         | 7º     | 200  | 0             | /            |
| 2015   | 11      | 7º      | 225.193         | 11º    | 200  | 0             | /            |
| 2016   | 11      | 19º     | 227.428         | 9º     | 200  | 0             | /            |
| 2017   | 18      | NP      | -               | NP     | -    | -             | Incidente    |
| 2018   | 18      | 5º      | 228.090         | 28º    | 137  | 4             | Incidente    |
| 2019   | 18      | 7º      | 228.621         | 30º    | 176  | 0             | Incidente    |
| 2021   | 14      | 27º     | 229.744         | 26º    | 199  | 0             | /            |
| Totale | Totale  | Totale  | Totale          | Totale | 1687 | 29            |              |

#### 24 Ore di Daytona
| Anno | Classe | N° | Gomme | Vettura                                     | Squadra                               | Co-piloti                                                       | Giri | Pos. Assol. | Pos. di Classe |
| ---- | ------ | -- | ----- | ------------------------------------------- | ------------------------------------- | --------------------------------------------------------------- | ---- | ----------- | -------------- |
| 2005 | DP     | 79 |       | Crawford DP03 Ford 5.0L V8                  | Newman Haas Racing/Silverstone Racing | Cristiano da Matta Paul Newman Mike Brockman                    | 290  | Rit         | Rit            |
| 2006 | DP     | 78 |       | Doran JE4 Ford 5.0L V8                      | Doran Racing                          | B. J. Zacharias Raul Boesel                                     | 156  | Rit         | Rit            |
| 2010 | DP     | 55 |       | Riley Mk. XI BMW 5.0L V8                    | Crown Royal/NPN Racing                | Christophe Bouchut Emmanuel Collard Sascha Maassen Scott Tucker | 619  | Rit         | Rit            |
| 2013 | DP     | 2  |       | Riley Mk. XXVI BMW 5.0L V8                  | Starworks con Alex Popow              | Ryan Dalziel Allan McNish Alex Popow                            | 696  | 6º          | 6º             |
| 2014 | P      | 5  | C     | Chevrolet Corvette DP Chevrolet LS9 5.5L V8 | Action Express Racing                 | Christian Fittipaldi João Barbosa                               | 695  | 1º          | 1º             |
| 2015 | P      | 5  | C     | Chevrolet Corvette DP Chevrolet LS9 5.5L V8 | Action Express Racing                 | Christian Fittipaldi João Barbosa                               | 740  | 2º          | 2º             |
| 2016 | GTLM   | 66 | M     | Ford GT Ford EcoBost 3.5L Turbo V6          | Ford Chip Ganassi Racing              | Joey Hand Dirk Müller                                           | 690  | 31º         | 7º             |
| 2017 | GTLM   | 66 | M     | Ford GT Ford EcoBost 3.5L Turbo V6          | Ford Chip Ganassi Racing              | Joey Hand Dirk Müller                                           | 652  | 5º          | 1º             |
| 2018 | GTLM   | 66 | M     | Ford GT Ford EcoBost 3.5L Turbo V6          | Ford Chip Ganassi Racing              | Joey Hand Dirk Müller                                           | 783  | 12º         | 2º             |
| 2019 | GTLM   | 66 | M     | Ford GT Ford EcoBost 3.5L Turbo V6          | Ford Chip Ganassi Racing              | Joey Hand Dirk Müller                                           | 559  | 28º         | 7º             |
| 2020 | DPi    | 5  | M     | Cadillac DPi-V.R Cadillac 5.5L Turbo V8     | JDC-Mustang Sampling Racing           | João Barbosa Loïc Duval                                         | 833  | 3º          | 3º             |
| 2021 | DPi    | 5  | M     | Cadillac DPi-V.R Cadillac 5.5L Turbo V8     | JDC-Mustang Sampling Racing           | Loïc Duval Tristan Vautier                                      | 723  | Rit         | Rit            |

### Gran Turismo

#### Campionato del mondo endurance
Nel 2012 la Coppa del Mondo Endurance FIA è stata assegnata solo ai Costruttori; nel 2013 è stata istituita anche quella per i piloti.
| Anno    | Squadra         | Classe   | Vettura         | SEB | SPA | LMS | SIL | SÃO | BHR | FUJ | SHA | Punti | Pos. |
| ------- | --------------- | -------- | --------------- | --- | --- | --- | --- | --- | --- | --- | --- | ----- | ---- |
| 2012    | Pescarolo Team  | LMP1     | Dome S102.5     |     | 15  | NC  |     |     |     |     |     | 0.5   | 86º  |
| Anno    | Squadra         | Classe   | Vettura         | SEB | SPA | LMS | MON | FUJ | BHR |     |     | Punti | Pos. |
| 2022    | Vector Sport    | LMP2     | Oreca 07-Gibson |     | 10  | 13  | 3   | 9   | 9   |     |     | 21    | 14°  |
| Anno    | Squadra         | Classe   | Vettura         | SEB | ALG | SPA | LMS | MON | FUJ | BHR |     | Punti | Pos. |
| 2023    | Cadillac Racing | Hypercar | Cadillac V-LMDh |     |     | Rit |     |     |     |     |     | 0     | -    |
| Anno    | Squadra         | Classe   | Vettura         | QAT | IMO | SPA | LMS | SÃO | COA | FUJ | BHR | Punti | Pos. |
| 2024    | Cadillac Racing | Hypercar | Cadillac V-LMDh | SQ  |     |     |     |     |     |     | 6   | 12    | 25°  |
| Anno    | Squadra         | Classe   | Vettura         | QAT | IMO | SPA | LMS | SÃO | COA | FUJ | BHR | Punti | Pos. |
| 2025    | Cadillac Racing | Hypercar | Cadillac V-LMDh | 16  | 16  | 6   | 7   | 2   |     |     |     | 38*   |      |
| Legenda |                 |          |                 |     |     |     |     |     |     |     |     |       |      |

* Stagione in corso.

#### 24 Ore di Le Mans
| Anno | Classe   | N° | Gomme | Vettura                                                 | Squadra                  | Co-piloti                               | Giri | Pos. Assol. | Pos. di Classe |
| ---- | -------- | -- | ----- | ------------------------------------------------------- | ------------------------ | --------------------------------------- | ---- | ----------- | -------------- |
| 1999 | GTS      | 67 | M     | Porsche 911 GT2 Porsche 3.8L Turbo Flat-6               | Larbre Compétition       | Jean-Pierre Jarier Pierre de Thoisy     | 134  | Rit         | Rit            |
| 2000 | LMP900   | 16 | M     | Courage C52 Peugeot A32 3.2L Turbo V6                   | Pescarolo Sport          | Olivier Grouillard Emmanuel Clérico     | 344  | 4º          | 4º             |
| 2001 | LMP900   | 17 | M     | Courage C60 Peugeot A32 3.2L Turbo V6                   | Pescarolo Sport          | Jean-Christophe Boullion Laurent Rédon  | 271  | 13º         | 4º             |
| 2002 | LMP900   | 17 | M     | Courage C60 Peugeot A32 3.2L Turbo V6                   | Pescarolo Sport          | Jean-Christophe Boullion Franck Lagorce | 343  | 10º         | 9º             |
| 2004 | LMP1     | 17 | M     | Pescarolo C60 Judd GV5 5.0L V10                         | Pescarolo Sport          | Emmanuel Collard Nicolas Minassian      | 282  | Rit         | Rit            |
| 2007 | LMP1     | 8  | M     | Peugeot 908 HDi FAP Peugeot HDi 5.5L Turbo V12 (Diesel) | Team Peugeot Total       | Stéphane Sarrazin Pedro Lamy            | 359  | 2º          | 2º             |
| 2009 | LMP1     | 8  | M     | Peugeot 908 HDi FAP Peugeot HDi 5.5L Turbo V12 (Diesel) | Team Peugeot Total       | Stéphane Sarrazin Franck Montagny       | 381  | 2º          | 2º             |
| 2010 | LMP1     | 3  | M     | Peugeot 908 HDi FAP Peugeot HDi 5.5L Turbo V12 (Diesel) | Team Peugeot Total       | Simon Pagenaud Pedro Lamy               | 38   | Rit         | Rit            |
| 2011 | LMP1     | 9  | M     | Peugeot 908 Peugeot HDi 3.7L Turbo V8 (Diesel)          | Team Peugeot Total       | Simon Pagenaud Pedro Lamy               | 355  | 2º          | 2º             |
| 2012 | LMP1     | 17 | M     | Dome S102.5 Judd DB 3.4L V8                             | Pescarolo Team           | Nicolas Minassian Seiji Ara             | 203  | NC          | NC             |
| 2016 | GTE Pro  | 68 | M     | Ford GT Ford EcoBoost 3.5L V6                           | Ford Chip Ganassi Racing | Joey Hand Dirk Müller                   | 340  | 18º         | 1º             |
| 2018 | GTE Pro  | 68 | M     | Ford GT Ford EcoBoost 3.5L V6                           | Ford Chip Ganassi Racing | Joey Hand Dirk Müller                   | 343  | 17º         | 3º             |
| 2019 | GTE Pro  | 68 | M     | Ford GT Ford EcoBoost 3.5L V6                           | Ford Chip Ganassi Racing | Joey Hand Dirk Müller                   | 342  | SQ          | SQ             |
| 2020 | GTE Pro  | 82 | M     | Ferrari 488 GTE Evo Ferrari F154CB 3.9L Turbo V8        | Risi Competizione        | Jules Gounon Olivier Pla                | 339  | 23º         | 4º             |
| 2022 | LMP2     | 10 | M     | Oreca 07-Gibson                                         | Vector Sport             | Ryan Cullen Nico Müller                 | 357  | 27º         | 22º            |
| 2023 | Hypercar | 3  | M     | Cadillac V-Series.R Cadillac LMC55R 5.5 L V8            | Cadillac Racing          | Scott Dixon Renger van der Zande        | 340  | 4º          | 4º             |
| 2024 | Hypercar | 3  | M     | Cadillac V-Series.R Cadillac LMC55R 5.5 L V8            | Cadillac Racing          | Scott Dixon Renger van der Zande        | 223  | DNF         | DNF            |
| 2025 | Hypercar | 38 | M     | Cadillac V-Series.R Cadillac LMC55R 5.5 L V8            | Cadillac Hertz Team Jota | Earl Bamber Jenson Button               | 386  | 7°          | 7°             |

#### American Le Mans Series
| Anno | Squadra                           | Classe | Vettura                   | SEB           | CHA | SIL          | NÜR | SNM | MOS | TXS | POR | PET            | LAG | LGV | ADE | Punti | Pos. |
| ---- | --------------------------------- | ------ | ------------------------- | ------------- | --- | ------------ | --- | --- | --- | --- | --- | -------------- | --- | --- | --- | ----- | ---- |
| 2000 | Pescarolo Sport                   | LMP    | Courage C52               |               |     | 7            |     |     |     |     |     |                |     |     |     | 13    | 53º  |
| Anno | Squadra                           | Classe | Vettura                   | TXS           | SEB | DON          | JAR | SNM | POR | MOS | MDO | LAG            | PET |     |     | Punti | Pos. |
| 2001 | Pescarolo Sport                   | LMP900 | Courage C60               |               |     | ovr:25 cls:7 |     |     |     |     |     |                |     |     |     | 18    | 31º  |
| Anno | Squadra                           | Classe | Vettura                   | SEB           | ATL | MDO          | LRP | SNM | POR | ELK | MOS | PET            | LAG |     |     | Punti | Pos. |
| 2005 | Larbre Compétition                | GT1    | Ferrari 550-GTS Maranello | ovr:27 cls:10 |     |              |     |     |     |     |     |                |     |     |     | 0     | NC   |
| Anno | Squadra                           | Classe | Vettura                   | SEB           | HOU | MDO          | LRP | UTA | POR | ELK | MOS | PET            | LAG |     |     | Punti | Pos. |
| 2006 | Multimatic Motorsports Team Panoz | GT2    | Panoz Esperante GT-LM     | ovr:9 cls:1   |     |              |     |     |     |     |     | ovr:16 cls:3   |     |     |     | 45    | 18º  |
| Anno | Squadra                           | Classe | Vettura                   | SEB           | STP | LBH          | UTA | LRP | MDO | ELK | MOS | PET            | LAG |     |     | Punti | Pos. |
| 2009 | Team Peugeot Total                | LMP1   | Peugeot 908 HDi FAP       | 2             |     |              |     |     |     |     |     |                |     |     |     | 26    | 23º  |
| Anno | Squadra                           | Classe | Vettura                   | SEB           | LBH | LAG          | UTA | LRP | MDO | ELK | MOS | PET            |     |     |     | Punti | Pos. |
| 2010 | Team Peugeot Total                | LMP1   | Peugeot 908 HDi FAP       | 2             |     |              |     |     |     |     |     |                |     |     |     | 0     | NC   |
| Anno | Squadra                           | Classe | Vettura                   | SEB           | LBH | LRP          | MOS | MDO | ELK | BAL | LAG | PET            |     |     |     | Punti | Pos. |
| 2011 | Peugeot Sport Total               | LMP1   | Peugeot 908               |               |     |              |     |     |     |     |     | ovr:48 cls:11* |     |     |     | N/A   | NC   |

* Il pilota ha gareggiato per l'Intercontinental Le Mans Cup, nessun punto assegnato per l'American Le Mans Series.

#### Le Mans Series
| Anno | Squadra             | Classe | Vettura             | LEC | SPA | ALG | HUN | SIL | Punti | Pos. |
| ---- | ------------------- | ------ | ------------------- | --- | --- | --- | --- | --- | ----- | ---- |
| 2010 | Team Peugeot Total  | LMP1   | Peugeot 908 HDi FAP |     | 1   |     |     |     | 18    | 21º  |
| Anno | Squadra             | Classe | Vettura             | LEC | SPA | IMO | SIL | EST | Punti | Pos. |
| 2011 | Peugeot Sport Total | LMP1   | Peugeot 908         |     | 8   | 1*  | 1*  |     | 0     | NC   |

* Il pilota ha gareggiato per la Intercontinental Le Mans Cup, nessun punto assegnato per la Le Mans Series.

#### Intercontinental Le Mans Cup
| Anno | Squadra             | Classe | Vettura             | SIL | PET | ZHU |     |     |     |     |
| ---- | ------------------- | ------ | ------------------- | --- | --- | --- | --- | --- | --- | --- |
| 2010 | Team Peugeot Total  | LMP1   | Peugeot 908 HDi FAP |     |     | 4   |     |     |     |     |
| Anno | Squadra             | Classe | Vettura             | SEB | SPA | LMS | IMO | SIL | PET | ZHU |
| 2011 | Peugeot Sport Total | LMP1   | Peugeot 908         |     | 8*  | 2*  | 1   | 1   | Rit | 1   |

* Il pilota non ha corso per l'Intercontinental Le Mans Cup.

#### Rolex Sports Car Series
(legenda) (Le gare in grassetto indicano la pole position) (Le gare in corsivo indicano Gpv)
| Anno | Squadra                          | Classe | Vettura        | 1      | 2   | 3   | 4   | 5   | 6   | 7     | 8      | 9     | 10     | 11    | 12    | 13  | 14  | Punti | Pos. |
| ---- | -------------------------------- | ------ | -------------- | ------ | --- | --- | --- | --- | --- | ----- | ------ | ----- | ------ | ----- | ----- | --- | --- | ----- | ---- |
| 2005 | Newman Racing/Silverstone Racing | DP     | Crawford DP03  | DAY 25 | HMS | FON | LAG | MTT | WGL | ALA   | WGL    | DAY   | MDO    | PHX   | WGL   | VIR | MEX | 6     | 89º  |
| 2006 | Doran Racing                     | DP     | Doran JE4      | DAY 28 | MEX | HMS | LBH | VIR | LAG | PHX   | LRP    | WGL   | DAY    | ALA   | WGL   | SNM | UTA | 3     | 108º |
| 2010 | Crown Royal/NPN Racing           | DP     | Riley Mk. XI   | DAY 9† | HMS | ALA | VIR | LRP | LAG | WGL   | MDO    | DAY   | NJM    | WGL   | MTL   | UTA |     | 0     | NC   |
| 2012 | Starworks Motorsport             | DP     | Riley Mk. XXVI | DAY    | ALA | HMS | NJM | DET | MDO | ELK   | WGL 3  | IMS 1 | WGL 2  | MTL   | LAG   | LRP |     | 97    | 17º  |
| 2013 | Starworks Motorsport             | DP     | Riley Mk XXVI  | DAY 6  | COA | ALA | ATL | DET | MDO | WGL 8 | IMS 11 | ELK 9 | KAN 13 | LAG 5 | LRP 5 |     |     | 160   | 18º  |

† Bourdais non ha completato giri sufficienti per segnare punti.

#### Campionato IMSA WeatherTech SportsCar
(legenda) (Le gare in grassetto indicano la pole position) (Le gare in corsivo indicano Gpv)
| Anno    | Squadra                      | Classe | Vettura             | 1      | 2     | 3     | 4     | 5     | 6     | 7      | 8     | 9     | 10    | 11    | Punti | Pos. |
| ------- | ---------------------------- | ------ | ------------------- | ------ | ----- | ----- | ----- | ----- | ----- | ------ | ----- | ----- | ----- | ----- | ----- | ---- |
| 2014    | Action Express Racing        | P      | Coyote Corvette DP  | DAY 1  | SEB 3 | LBH   | LGA   | DET   | WGL   | MOS    | IMS   | ELK   | COA   | PET 2 | 100   | 24º  |
| 2015    | Action Express Racing        | P      | Coyote Corvette DP  | DAY 2  | SEB 1 | LBH   | LGA   | DET   | WGL   | MOS    | ELK   | COA   | PET 1 |       | 105   | 11º  |
| 2016    | Ford Chip Ganassi Racing     | GTLM   | Ford GT             | DAY 7  | SEB 8 | LBH   | LGA   | WGL   | MOS   | LRP    | ELK   | VIR   | COA   | PET 2 | 82    | 15º  |
| 2017    | Ford Chip Ganassi Racing     | GTLM   | Ford GT             | DAY 1  | SEB 2 | LBH   | COA   | WGI   | MOS   | LRP    | ELK   | VIR   | LGA   | PET 7 | 91    | 12º  |
| 2018    | Ford Chip Ganassi Racing     | GTLM   | Ford GT             | DAY 2  | SEB 9 | LBH   | MDO   | WGI   | MOS   | LRP    | ELK   | VIR   | LGA   | PET 7 | 78    | 13º  |
| 2019    | Ford Chip Ganassi Racing     | GTLM   | Ford GT             | DAY 7  | SEB 2 | LBH 4 | MDO 7 | WGI   | MOS   | LRP    | ELK   | VIR   | LGA   | PET 8 | 131   | 12º  |
| 2020    | JDC-Mustang Sampling Racing  | DPi    | Cadillac DPi-V.R    | DAY 3  | DAY 3 | SEB 3 | ELK 4 | ATL 4 | MDO 6 | PET 4  | LGA 7 | SEB 5 |       |       | 249   | 5º   |
| 2021    | JDC-Mustang Sampling Racing  | DPi    | Cadillac DPi-V.R    | DAY 7  | SEB 1 | MDO   | DET   | WGL 7 | WGL   | ELK    | LGA   | LBH   | PET 7 |       | 1180  | 13º  |
| 2022    | Cadillac Chip Ganassi Racing | DPi    | Cadillac DPi-V.R    | DAY 7  | SEB 7 | LBH 1 | LGA 6 | HDO 5 | DET 1 | WGL 3  | MOS 1 | ROA 3 | PET 4 |       | 3220  | 3º   |
| 2023    | Cadillac Racing              | GTP    | Cadillac V-Series.R | DAY 3  | SEB 7 | LBH 8 | LGA 1 | DET 5 | WGL 9 | ELK 4  | IMS 7 | ATL 2 |       |       | 2373  | 7º   |
| 2024    | Cadillac Racing              | GTP    | Cadillac V-Series.R | DAY 10 | SEB 2 | LBH 1 | LGA 5 | DET 3 | WGL 2 | ELK 10 | IMS   | ATL   |       |       | 2201* |      |
| Legenda |                              |        |                     |        |       |       |       |       |       |        |       |       |       |       |       |      |

*Stagione in corso.

### Touring car racing

#### V8 Supercar
| Anno | Squadra                       | Vettura             | 1   | 2   | 3   | 4   | 5   | 6   | 7   | 8   | 9   | 10  | 11  | 12  | 13  | 14  | 15  | 16  | 17  | 18  | 19  | 20  | 21  | 22  | 23  | 24  | 25  | 26  | 27  | 28  | 29  | 30  | 31  | 32  | 33  | 34  | 35  | 36  | Punti | Pos. |
| ---- | ----------------------------- | ------------------- | --- | --- | --- | --- | --- | --- | --- | --- | --- | --- | --- | --- | --- | --- | --- | --- | --- | --- | --- | --- | --- | --- | --- | --- | --- | --- | --- | --- | --- | --- | --- | --- | --- | --- | --- | --- | ----- | ---- |
| 2010 | Tekno Autosports              | Ford FG Falcon      | YMC | YMC | BHR | BHR | ADE | ADE | HAM | HAM | QLD | QLD | WIN | WIN | HID | HID | TOW | TOW | PHI | PHI | BAT | SUR | SUR | SYM | SYM | SAN | SAN | SYD | SYD |     |     |     |     |     |     |     |     |     | 0†    | NC   |
| 2010 | Tekno Autosports              | Ford FG Falcon      |     |     |     |     |     |     |     |     |     |     |     |     |     |     |     |     |     |     |     | 8   | 16  |     |     |     |     |     |     |     |     |     |     |     |     |     |     |     | 0†    | NC   |
| 2011 | Triple Eight Race Engineering | Holden VE Commodore | YMC | YMC | ADE | ADE | HAM | HAM | BAR | BAR | BAR | WIN | WIN | HID | HID | TOW | TOW | QLD | QLD | QLD | PHI | PHI | BAT | SUR | SUR | SYM | SYM | SAN | SAN | SYD | SYD |     |     |     |     |     |     |     | 288   | 39º  |
| 2011 | Triple Eight Race Engineering | Holden VE Commodore |     |     |     |     |     |     |     |     |     |     |     |     |     |     |     |     |     |     |     |     |     | 1   | 2   |     |     |     |     |     |     |     |     |     |     |     |     |     | 288   | 39º  |
| 2012 | Triple Eight Race Engineering | Holden VE Commodore | ADE | ADE | SYM | SYM | HAM | HAM | BAR | BAR | BAR | PHI | PHI | HID | HID | TOW | TOW | QLD | QLD | SMP | SMP | SAN | SAN | BAT | SUR | SUR | YMC | YMC | YMC | WIN | WIN | SYD | SYD |     |     |     |     |     | 0†    | NC   |
| 2012 | Triple Eight Race Engineering | Holden VE Commodore |     |     |     |     |     |     |     |     |     |     |     |     |     |     |     |     |     |     |     |     |     |     | 1   | 2   |     |     |     |     |     |     |     |     |     |     |     |     | 0†    | NC   |
| 2015 | Team 18                       | Holden VF Commodore | ADE | ADE | ADE | SYM | SYM | SYM | BAR | BAR | BAR | WIN | WIN | WIN | HID | HID | HID | TOW | TOW | QLD | QLD | QLD | SMP | SMP | SMP | SAN | BAT | SUR | SUR | PUK | PUK | PUK | PHI | PHI | PHI | SYD | SYD | SYD | 423   | 38º  |
| 2015 | Team 18                       | Holden VF Commodore |     |     |     |     |     |     |     |     |     |     |     |     |     |     |     |     |     |     |     |     |     |     |     | 7   | 9   | Rit | 14  |     |     |     |     |     |     |     |     |     | 423   | 38º  |

† Non eleggibile per punti.

#### Bathurst 1000
| Anno | N° | Vettura             | Squadra                   | Co-piloti      | Giri | Pos. Assol. | Pos. di Classe |
| ---- | -- | ------------------- | ------------------------- | -------------- | ---- | ----------- | -------------- |
| 2015 | 18 | Holden VF Commodore | Charlie Schwerkolt Racing | Lee Holdsworth | 161  | 9°          | 9°             |

#### International Race of Champions
| Anno | Marca   | 1      | 2      | 3      | 4     | Punti | Pos. |
| ---- | ------- | ------ | ------ | ------ | ----- | ----- | ---- |
| 2005 | Pontiac | DAY 12 | TEX 1* | RCH 10 | ATL 6 | 46    | 5º   |